# Adibatti, Gokak
Adibatti là một làng thuộc tehsil Gokak, huyện Belgaum, bang Karnataka, Ấn Độ.